# Ulrich von Nostitz
Ulrich von Nostitz (* 1500; † 13. Oktober 1552) war ein deutscher Rechtswissenschaftler und Landeshauptmann der Oberlausitz und Besitzer des Rittergutes Unwürde. Er spielte beim Oberlausitzer Pönfall als Gegner des Oberlausitzer Sechsstädtebunds eine wichtige Rolle.

## Leben
Ulrich von Nostitz gilt bei Historikern und Zeitgenossen als eine der treibenden Kräfte hinter dem Oberlausitzer Pönfall. Als er 1538 in die Dienste des böhmischen Königs Ferdinand I. trat, machte er sich bei diesem als eifriger Vertreter katholischer und adliger Interessen beliebt. Wie andere Oberlausitzer Adlige auch, strebte er nach einer Vergrößerung seines Einflusses und seiner Ländereien und wollte die Vorherrschaft der Sechsstädte über den Adel in der Oberlausitz brechen. Deren Vorgehen im Schmalkaldischen Krieg lieferte Ulrich von Nostitz eine günstige Gelegenheit und er brachte noch weitere Anschuldigungen gegen die Städte vor. Durch viele solcher Anklagen aus dem Adel kam es zum Oberlausitzer Pönfall, in dessen Folge die Sechsstädte viele ihrer Privilegien und Ländereien an den König verloren und ein hohes Strafgeld zahlen mussten. Zur Durchsetzung der Strafen setzte Ferdinand I. von Nostitz als königlichen Kommissar ein.
Ulrich von Nostitz erwarb viele der beschlagnahmten Güter, da die böhmische Krone dringend Geld brauchte. So gelangte er in den Besitz der Güter Hainewalde, Oberoderwitz, Großschweidnitz, Georgewitz, Bertsdorf, Kleinschweidnitz, Ruppersdorf und Wilka. 1546 wurde er zum Amtshauptmann von Bautzen ernannt. Als er 1549 zum Landeshauptmann der Oberlausitz ernannt wurde, erhielt er damit die Oberaufsicht über die Sechsstädte.
Ulrich von Nostitz starb am 13. Oktober 1552 und wurde in Ruppersdorf beigesetzt.